# 薔薇と緑
「薔薇と緑」（ばらとみどり）は、日本の歌手である北野井子が1998年10月28日にリリースした通算2枚目のシングル。プロデュースは前作に続きYOSHIKIが手がけた。
作詞はYOSHIKIであるが、タイトルは北野が歌詞の中から抜き出して付けたものが採用された。「薔薇」は愛情を、「緑」は友情を表しており、歌詞では愛情と友情の間で揺れる心を歌っている。ミックス名にあるY.G.MIXとは「YOSHIKI Guitar」の頭文字であり、Y.P.MIXとは「YOSHIKI Piano」の頭文字である。Y.G.MIXではギター・ソロを除く、エレクトリック・ギター2本とアコースティック・ギターのパートをYOSHIKIが弾いている。
TBS系バラエティ番組『ワンダフル』エンディング・テーマ。

## 収録曲
| 全作詞・作曲・編曲: YOSHIKI。 |                             |         |            |      |
| #                             | タイトル                    | 作詞    | 作曲・編曲 | 時間 |
| 1.                            | 「薔薇と緑 [Y.G.MIX]」      | YOSHIKI | YOSHIKI    | 6:23 |
| 2.                            | 「薔薇と緑 [Y.P.MIX]」      | YOSHIKI | YOSHIKI    | 6:49 |
| 3.                            | 「薔薇と緑 [Y.G.MIX-INST]」 | YOSHIKI | YOSHIKI    | 6:23 |